# Omloop Het Nieuwsblad 2022
De wielerwedstrijd Omloop Het Nieuwsblad vond in 2022 plaats op zaterdag 26 februari. Voor de mannen was het de 77e editie die op de kalender stond (en de 75e die werd verreden) en voor de vrouwen was het de zeventiende editie. Beide koersen hadden de start in Gent en de finish in Ninove.

## Mannen

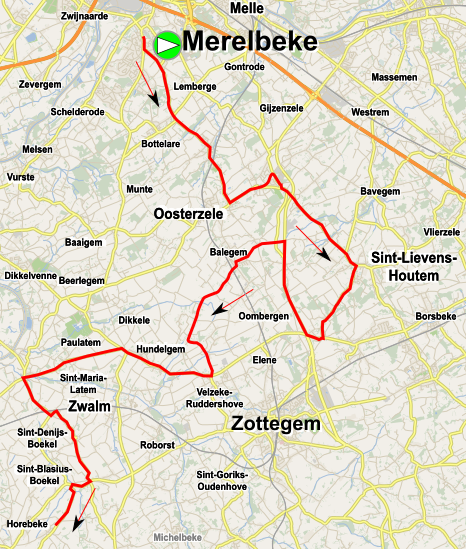
Deel 1 van het parcours

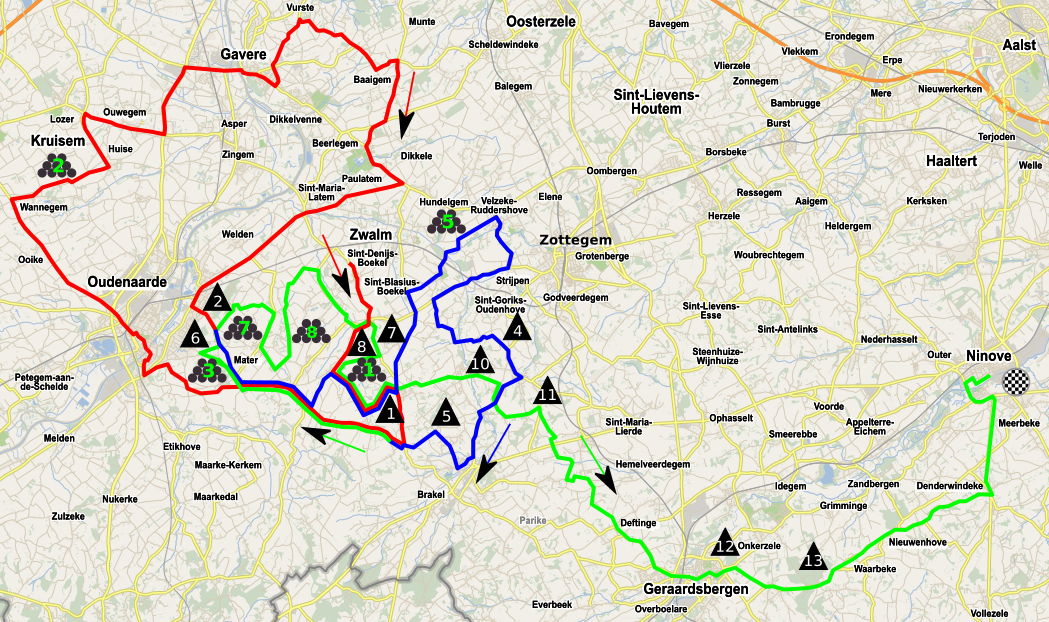
Deel 2 van het parcours

De koers die deel uitmaakt van de UCI World Tour-kalender van 2022 werd gewonnen door de Belg Wout van Aert die daarmee de Italiaan Davide Ballerini opvolgde op de erelijst.

### Uitslag
| Plaats  | Naam               | Ploeg                              | tijd     |
| ------- | ------------------ | ---------------------------------- | -------- |
| Winnaar | Wout van Aert      | Team Jumbo-Visma                   | 4u50'46" |
| 2       | Sonny Colbrelli    | Bahrain Victorious                 | + 22"    |
| 3       | Greg Van Avermaet  | AG2R-Citroën                       | z.t.     |
| 4       | Oliver Naesen      | AG2R-Citroën                       | z.t.     |
| 5       | Victor Campenaerts | Lotto Soudal                       | z.t.     |
| 6       | Rasmus Tiller      | Uno-X Pro Cycling Team             | z.t.     |
| 7       | Matteo Trentin     | UAE Team Emirates                  | z.t.     |
| 8       | Andrea Pasqualon   | Intermarché-Wanty-Gobert Matériaux | z.t.     |
| 9       | Florian Sénéchal   | Quick Step-Alpha Vinyl             | z.t.     |
| 10      | Jasper Stuyven     | Trek-Segafredo                     | z.t.     |
| 11      | Simon Clarke       | Israel-Premier Tech                | + 25"    |
| 12      | Stefan Küng        | Groupama-FDJ                       | z.t.     |
| 13      | Alex Aranburu      | Movistar Team                      | z.t.     |
| 14      | Matis Louvel       | Arkéa-Samsic                       | z.t.     |
| 15      | Alex Kirsch        | Trek-Segafredo                     | z.t.     |
| 16      | Owain Doull        | EF Education-EasyPost              | z.t.     |
| 17      | Matej Mohorič      | Bahrain Victorious                 | z.t.     |
| 18      | Tom Pidcock        | INEOS Grenadiers                   | + 27"    |
| 19      | Tobias Ludvigsson  | Groupama-FDJ                       | + 32"    |
| 20      | Fred Wright        | Bahrain Victorious                 | + 42"    |
|         |                    |                                    |          |
| 24      | Mike Teunissen     | Team Jumbo-Visma                   | + 1'30"  |

## Vrouwen

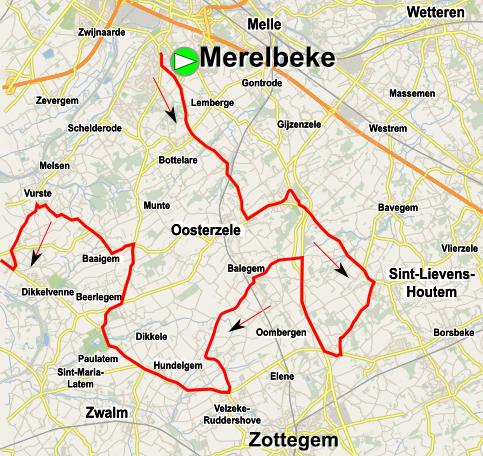
Deel 1 van het parcours

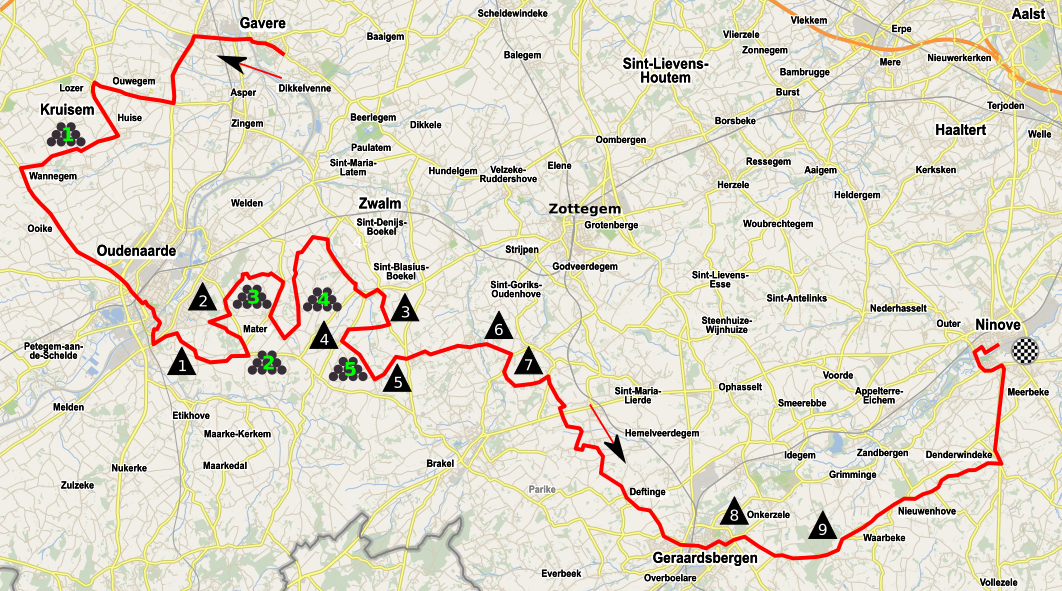
Deel 2 van het parcours

De koers die deel uitmaakt van de UCI Women's ProSeries-kalender van 2022 werd gewonnen door de Nederlandse Annemiek van Vleuten. Zij won deze koers voor de tweede keer, in 2020 zegevierde ze ook. Van Vleuten bleef in de versie 2022 samen met Demi Vollering over, die algemeen beschouwd als een betere sprintster dan Van Vleuten. Van Vleuten spande de sprint echter zo ver voor de finishlijn aan dat Vollering die sprint die kon volhouden, vlak voor de meet moest ze Van Vleuten laten gaan, maar eindigde nog in dezelfde tijd. Van Vleuten volgde haar landgenote Anna van der Breggen op de erelijst op.

### Deelnemende ploegen
| UCI-World Tourteams | UCI-World Tourteams                                                                       | UCI-teams                                                                                  | UCI-teams |
| --- | ----------------------------------------------------------------------------------------- | ------------------------------------------------------------------------------------------ | --- |
| Canyon-SRAM EF Education-TIBCO-SVB FDJ Nouvelle-Aquitaine Futuroscope Liv Racing Xstra Movistar Team Team BikeExchange Jayco | Team DSM Team Jumbo-Visma Team SD Worx Trek-Segafredo UAE Team ADQ Uno-X Pro Cycling Team | Arkéa Bingoal Casino-Chevalmeire Ceratizit-WNT Cofidis Women Team Coop-Hitec Products IBCT | Le Col-Wahoo Lotto Soudal Ladies Multum Accountants NXGT by Experza Parkhotel Valkenburg Valcar-Travel & Service |

### Uitslag
| Plaats  | Naam                      | Ploeg                              | tijd     |
| ------- | ------------------------- | ---------------------------------- | -------- |
| Winnaar | Annemiek van Vleuten      | Movistar Team                      | 3u25'54" |
| 2       | Demi Vollering            | Team SD Worx                       | z.t.     |
| 3       | Lorena Wiebes             | Team DSM                           | + 25"    |
| 4       | Elisa Balsamo             | Trek-Segafredo                     | z.t.     |
| 5       | Clara Copponi             | FDJ Nouvelle-Aquitaine Futuroscope | z.t.     |
| 6       | Emma Norsgaard            | Movistar Team                      | z.t.     |
| 7       | Anna Henderson            | Team Jumbo-Visma                   | z.t.     |
| 8       | Maria Giulia Confalonieri | Ceratizit-WNT                      | z.t.     |
| 9       | Marta Bastianelli         | UAE Team ADQ                       | z.t.     |
| 10      | Julie Leth                | Uno-X                              | z.t.     |
| 11      | Karlijn Swinkels          | Team Jumbo-Visma                   | z.t.     |
| 12      | Ruby Roseman-Gannon       | Team BikeExchange Jayco            | z.t.     |
| 13      | Anne Dorthe Ysland        | Uno-X                              | z.t.     |
| 14      | Julia Borgström           | NXTG by Experza                    | z.t.     |
| 15      | Sofia Bertizzolo          | UAE Team ADQ                       | z.t.     |
| 16      | Chiara Consonni           | Valcar-Travel & Service            | z.t.     |
| 17      | Ellen van Dijk            | Trek-Segafredo                     | z.t.     |
| 18      | Floortje Mackaij          | Team DSM                           | z.t.     |
| 19      | Mareille Meijering        | Multum Accountants-LSK             | z.t.     |
| 20      | Jesse Vandenbulcke        | Le Col-Wahoo                       | z.t.     |

1945 · 1946 · 1947 · 1948 · 1949 · 1950 · 1951 · 1952 · 1953 · 1954 · 1955 · 1956 · 1957 · 1958 · 1959 · 1960 · 1961 · 1962 · 1963 · 1964 · 1965 · 1966 · 1967 · 1968 · 1969 · 1970 · 1971 · 1972 · 1973 · 1974 · 1975 · 1976 · 1977 · 1978 · 1979 · 1980 · 1981 · 1982 · 1983 · 1984 · 1985 · 1986 · 1987 · 1988 · 1989 · 1990 · 1991 · 1992 · 1993 · 1994 · 1995 · 1996 · 1997 · 1998 · 1999 · 2000 · 2001 · 2002 · 2003 · 2004 · 2005 · 2006 · 2007 · 2008 · 2009 · 2010 · 2011 · 2012 · 2013 · 2014 · 2015 · 2016 · 2017 · 2018 · 2019 · 2020 · 2021 · 2022 · 2023 · 2024 · 2025
Ronde van de Verenigde Arabische Emiraten ·
Omloop Het Nieuwsblad ·
Strade Bianche ·
Parijs-Nice · 
Tirreno-Adriatico · 
Milaan-San Remo ·
Ronde van Catalonië ·
Driedaagse Brugge-De Panne ·
E3 Saxo Bank Classic ·
Gent-Wevelgem ·
Dwars door Vlaanderen ·
Ronde van Vlaanderen ·
Ronde van het Baskenland ·
Amstel Gold Race ·
Parijs-Roubaix ·
Waalse Pijl ·
Luik-Bastenaken-Luik ·
Ronde van Romandië ·
Eschborn-Frankfurt ·
Ronde van Italië ·
Critérium du Dauphiné ·
Ronde van Zwitserland ·
Ronde van Frankrijk ·
Clásica San Sebastián ·
Ronde van Polen ·
BEMER Cyclassics ·
Bretagne Classic ·
Benelux Tour ·
Ronde van Spanje ·
GP van Quebec · 
GP van Montreal · 
Ronde van Lombardije ·
Ronde van Guangxi ·
Omloop Het Nieuwsblad · 
Nokere Koerse · 
Dwars door Vlaanderen · 
Brabantse Pijl · 
Festival Elsy Jacobs · 
Ronde van Thüringen · 
Ronde van Zwitserland · 
Ronde van Emilia